# تغيير الثقافة
تغيير الثقافة هو مصطلح يستخدم في صنع السياسات العامة التي تؤكد على التراث الثقافي على سلوك الفرد والمجتمع. وهو يضغط على المعايير الاجتماعية والثقافية لصنع القرار والطريقة التي تتفاعل مع عوامل أخرى ، مثل توافر المعلومات أو الحوافز  المالية التي تحرك الأفراد نحو سلوك ما.
وتشمل تأثيرات التراث الثقافي هذه: دور الأبوة والأمومة، الأسر والمقربين، المنظمات مثل المدارس وأماكن العمل، المجتمعات و الجيران في الحي، والتأثيرات الاجتماعية الأوسع نطاقا مثل وسائل الإعلام. ويقال أن هذا التراث الثقافي يتجلى في قيم معينة، والمواقف أو الأعراف الاجتماعية والتي بدورها توجه النوايا السلوكية التي یتبانها الأفراد فيما يتعلق بقرارات الفعل. هذه النوايا السلوكية تتفاعل مع عوامل أخرى لتقود السلوك مثل الحوافز المالية، التنظيم والتشريع، أو مستويات من المعلومات، لدفع السلوك الفعلي في نهاية المطاف وتغذية التراث الثقافي الكامن مرة أخرى.

## معرض صور

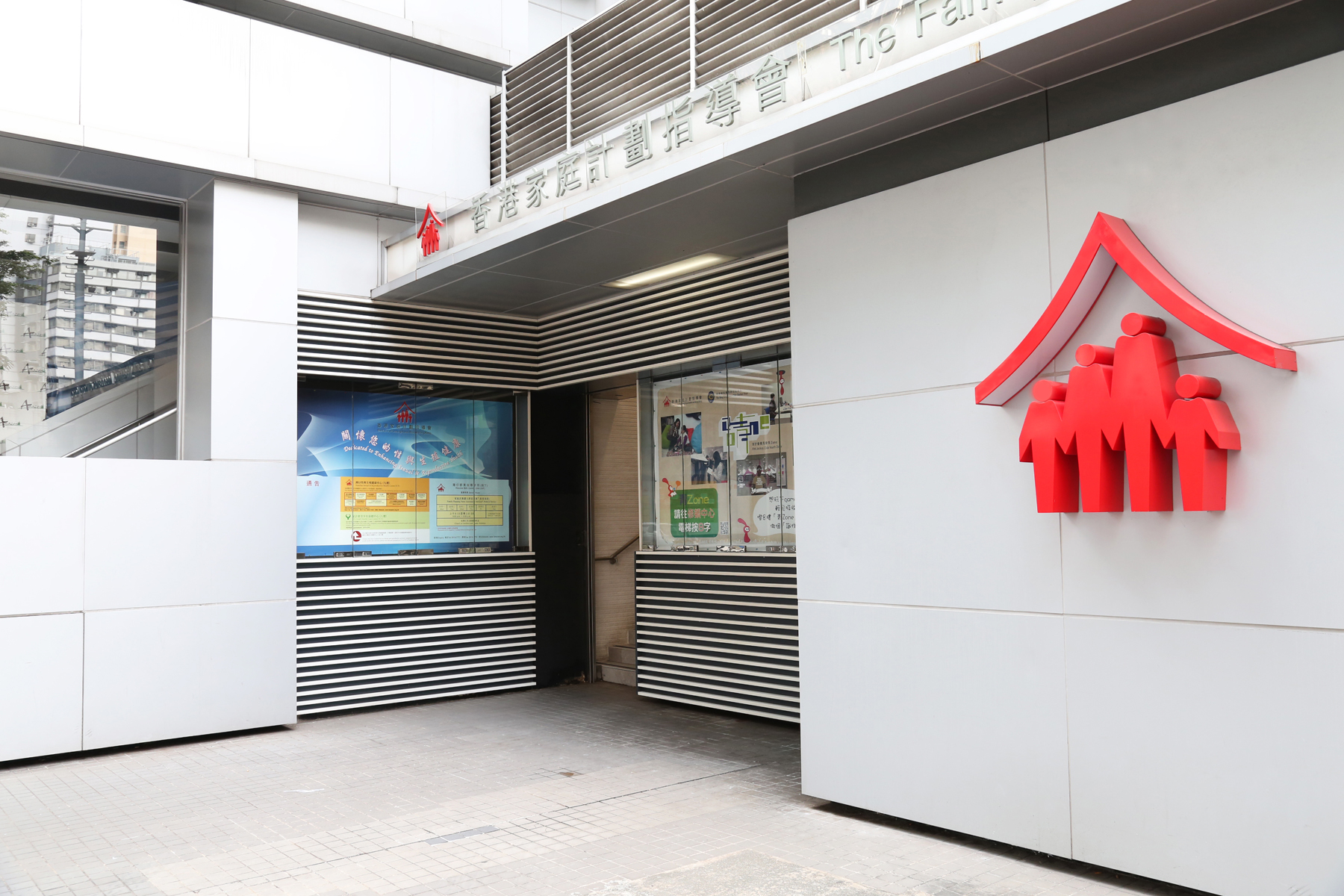
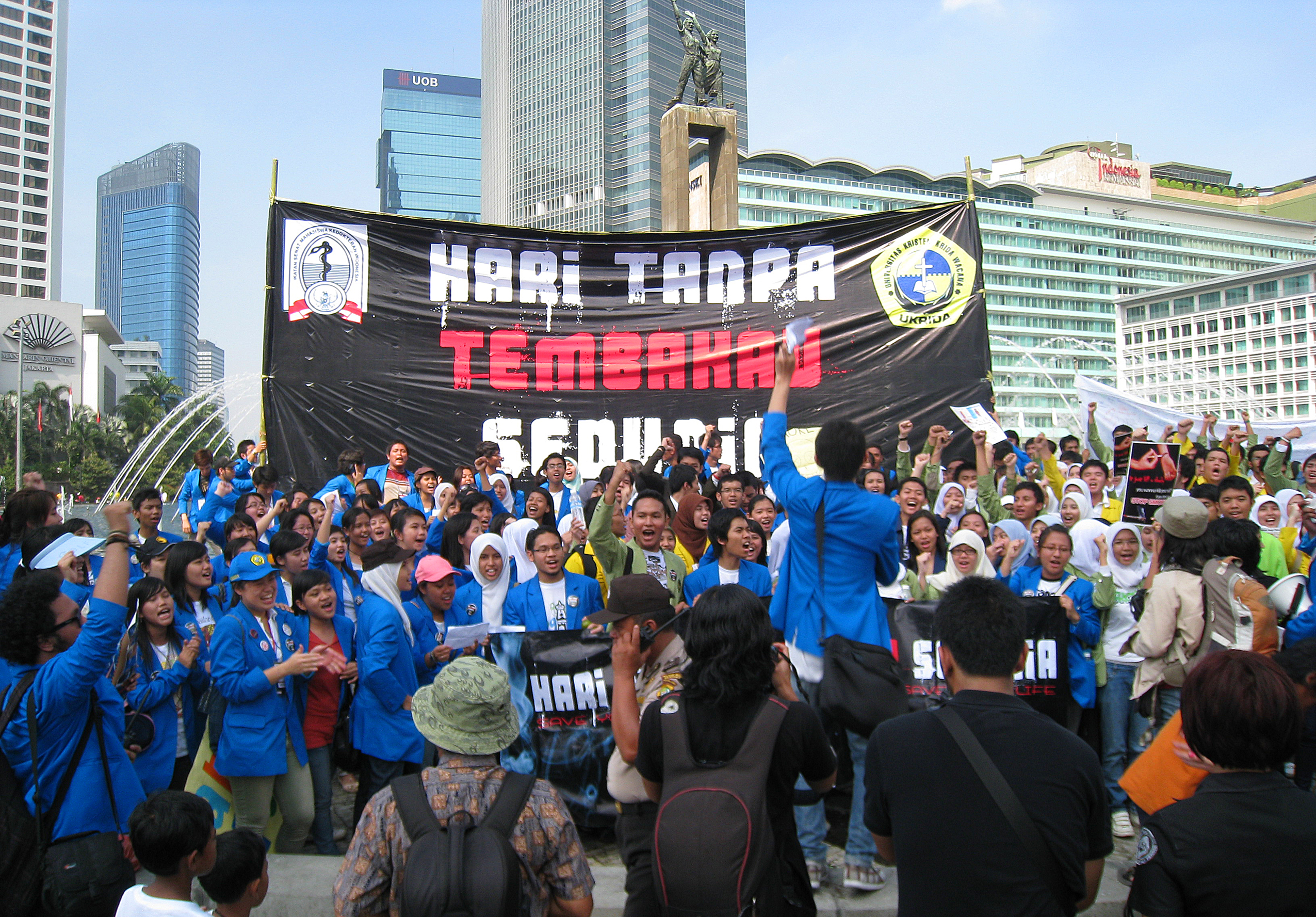
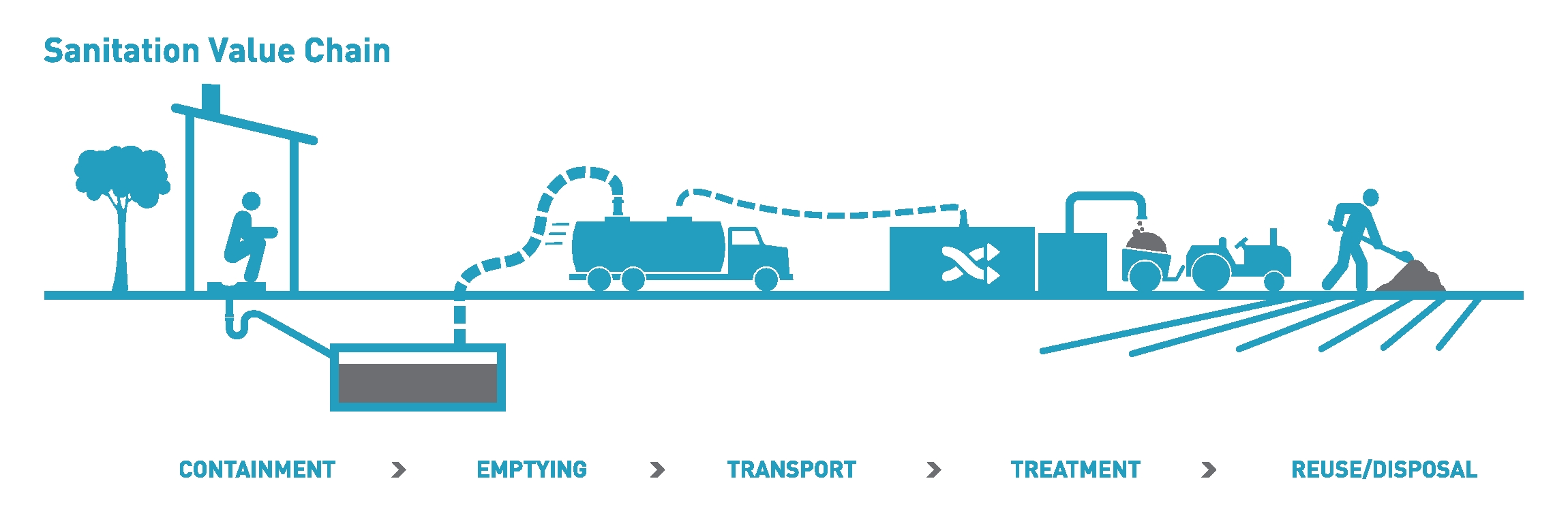